# Hiroshi Watanabe (animatore)
Hiroshi Watanabe (わたなべひろし?, Watanabe Hiroshi; ...) è un regista e animatore giapponese.

## Filmografia

### Regista

#### Lungometraggi
- Slayers - Le terme di Mipross (1995)
- Slayers - L'eredità degli elfi (1996)
- Slayers - La città dei Golem (1997)
- Slayers Gorgeous (1998)
- Meiji Tokyo Renka Movie: Yumihari no Serenade (2015)

#### Serie televisive
- Tanto tempo fa... Gigì (episodi 53 e 60, 1992)
- Lo stregone Orphen (1998)
- Star Ocean EX (2001)
- Ōdorobō JING (2002)
- Mythical Detective Loki Ragnarok (2003)
- La legge di Ueki (2005)
- Suteki tentei rabirinsu (2006)
- Jigoku shôjo: Mitsuganae (2008)

#### OAV
- Guyver: Out of Control (1986)
- Slayers - Storie di specchi, chimere e mammoni (1996)
- Slayers Excellent (1998)
- Ou Dorobou Jing in Seventh Heaven (2004)

#### ONA
- Hetalia The Beautiful World (2013)
- Hetalia The World Twinkle (2015)
- Hetalia The World Twinkle (2021)